# Mie Prefectural Art Museum
Das Mie Prefectural Art Museum (englisch für japanisch 三重県立美術館 Mie kenritsu bijutsukan) ist ein Kunstmuseum in der Stadt Tsu, Präfektur Mie, Japan. Das 1982 eröffnete Museum ist für seine umfangreiche Sammlung moderner und klassischer Kunst bekannt. Das Museum liegt in einer grünen Umgebung und gilt als kulturelles Zentrum der Präfektur Mie, das sowohl lokale als auch internationale Kunst ausstellt. Ein besonderer Schwerpunkt liegt auf moderner japanischer Malerei im westlichen Stil. Die Fassade des Gebäudes besteht aus den für die Region typischen Iga-Keramikfliesen, die das traditionelle Handwerk der Präfektur Mie hervorheben.

## Sammlung
Als das Museum eröffnet wurde, umfasste die Sammlung etwa 360 Werke, aber jedes Jahr wurde sie durch Schenkungen und Ankäufe erweitert. Heute befinden sich mehr als 5000 Werke im Museum. Ein Teil der Werke wurde mit Mitteln der Präfektur angekauft, der größte Teil jedoch wurde von Künstlern, Kunstliebhabern und deren Nachlässen oder lokalen Organisationen gestiftet.
Die Sammlung gliedert sich in drei Hauptbereiche:
- 1) Kunst ab der Edo-Zeit von Künstlern, die entweder aus Mie stammten oder in enger Beziehung zu Mie standen. Dazu gehören Werke japanischer Maler wie Yuzo Saeki, Soga Shōhaku.
- 2) Gemälde ab der Meiji-Periode, die die Entwicklung der modernen Ölmalerei in Japan zeigen, oder Gemälde von ausländischen Künstlern, die einen starken Einfluss auf die moderne japanische Kunst ausübten. Internationale Kunst mit Verbindung zu Japan: Werke von Künstlern wie Marc Chagall, Pierre-Auguste Renoir und Salvador Dalí.
- 3) Skizzen, Studien, Aquarelle und andere Dokumente, die einen Einblick in das kreative Schaffen bestimmter wichtiger Künstler geben.

Ein Saal des Museums ist Yanagihara Yoshitatsu gewidmet, einem bedeutenden japanischen Bildhauer der Nachkriegszeit. Die Sonderausstellung zeigt Bronzen, Gipsabgüsse und Zeichnungen des Künstlers. Zusätzlich werden Druckgrafiken von William Blake sowie Werke von Francisco de Goya, Salvador Dalí und anderen ausgestellt. Nachdem die Präfektur Mie 1992 Partnerstaat von Valencia (Spanien) wurde, begann das Museum auch mit der Sammlung von Werken wichtiger spanischer Künstler.